# Tommy Ingemarsson
 (décembre 2023).
Si vous disposez d'ouvrages ou d'articles de référence ou si vous connaissez des sites web de qualité traitant du thème abordé ici, merci de compléter l'article en donnant les références utiles à sa vérifiabilité et en les liant à la section « Notes et références ».
Tommy Ingemarsson, né en 1980 à Lidköping en Suède, aussi connu sous le pseudonyme de Potti (ou Pott1), était un joueur professionnel de sport électronique suédois. Il fait partie des légendes de Counter-Strike et possède un des  plus gros palmarès international de ce jeu avec son ami de longue date Emil Christensen. Il a gagné plusieurs centaines de milliers de dollars à travers les compétitions telles que la ligue professionnelle des cyberathlètes (CPL).
Il est l'un des premiers à avoir abordé les compétitions de jeux vidéo comme n'importe quel sport et avec la même rigueur au point de vue des entraînements.

## Le commencement
Tommy Ingemarsson a commencé sa carrière alors que Counter-Strike n'en était qu'à ses balbutiements, début 2000, à l'âge de 19 ans. À cette époque, les Lan-party (LAN) étaient peu nombreuses, la plupart des matchs et autres tournois se jouant online. Ingemarsson souhaitait développer sa carrière et décide en mai 2000 de créer sa propre équipe, qu'il appelle Ninjas in Pyjamas (abrégé en NiP), pour se moquer des noms de certaines équipes qu'il jugeait trop sérieux.

## L'épopée NIP
Au cours de l'année 2000, Potti rencontre Emil HeatoN Christensen avec qui il va fonder le duo le plus impressionnant de toute l'histoire de Counter-Strike. Épaulé par cinq autres joueurs suédois, le duo HeatoN-Potti va rapidement faire de Ninjas in Pyjamas (NiP) l'équipe à battre.
Durant l'année 2001, les NIP ne perdent pas un seul match officiel et demeurent invaincus en Lan-party (LAN). Décembre 2001 reste gravé dans la mémoire des fans de Counter-Strike comme étant le choc des nations, puisque lors de la Ligue professionnelle des cyberathlètes (CPL) WorldChampionship, les NiP battent au terme d'un match l'équipe américaine X3.
L'année 2002 démarre également sur les chapeaux de roue, mais en mai 2002, la nouvelle tombe sur tous les sites eSportif : NiP n'est plus.
HeatoN, Potti, ainsi que XeqtR, un joueur norvégien membre de NiP, rejoignent la powerhouse SK Gaming pour y former une section Counter-Strike de nationalité scandinave.
La cause de la « mort » des NiP est à rechercher principalement dans le manque de sponsors. HeatoN et Potti ont préféré, dans un souci financier, rejoindre SK.

## La dynastie SK
C'est au cours de l'année 2002 que Potti devient salarié chez SK Gaming et de ce fait il devient l'un des premiers pro-gamer sur le jeu Counter-Strike.
La fin de l'année 2002 reste mitigée, SK Gaming fait alors partie des meilleures équipes mondiales mais un manque de stabilité de la line-up se fait ressentir dans les résultats bien que ces derniers restent toujours très bons.
En 2003 rien ni personne ne peut arrêter le rouleau compresseur SK Gaming. Les résultats parlent d'eux-mêmes : de juillet 2003 à janvier 2004 l'équipe enchaîne quarante-deux victoires d'affilée en LAN. 
Sur l'ensemble de l'année l'équipe SK Gaming composée de :
- Michael ahl Korduner (ancien NiP),
- Ola elemeNt Moum,
- Christer Fisker Eriksson,
- Emil HeatoN Christensen (ancien NiP),
- Tommy Potti Ingemarsson (ancien NiP),
- et Abdisamad SpawN Mohammed

remporte les quatre CPL les World Cyber Games ainsi qu'une dizaine de LAN suédoises.
À cette date Potti est pour beaucoup le meilleur joueur du monde et la popularité de la section Counter-Strike de l'équipe SK Gaming atteint des sommets jamais vus dans le sport électronique.
C'est d'ailleurs durant cette période que Potti et ses équipiers donnent des cours de Counter-Strike à quiconque le souhaite.

## Le Clash des SK et le retour des NiP
2004 marque l'ère du renouveau, les SK ne dominent plus outrageusement la scène mondiale. Attendus comme les grands favoris de l'ESWC ils échouent en quart de finale contre l'équipe russe Virtus.pro ainsi qu'en finale de la CPL Summer face à une autre équipe suédoise, les EYEballers. Bien que SK reste l'équipe la plus régulière et la référence, elle n'est plus la machine imbattable de l'année précédente. Pourtant c'est bel et bien Potti qui décroche le titre de meilleur joueur Counter-Strike de l'année lors de la game convention.
C'est à cette époque que les rumeurs sur le retrait de Potti commencent à apparaître, les World Cyber Games seront son dernier tournoi d'après ses dires, fin aout 2004. Il faut dire que Potti est un des plus vieux joueurs et, âgé de 24 ans, il sait qu'il ne pourra plus évoluer très longtemps à ce niveau.
SK Gaming qui dispose de moyens financiers importants par rapport à ses concurrents parvient alors à « acheter » la superstar de l'équipe EYEballers, Daniel « Hyper » Kuusisto. Potti attend donc les World Cyber Games avec une certaine sérénité, leur nouvelle Line-Up semble en effet imbattable sur le papier. Malheureusement, un changement de joueur de dernière minute va ruiner ses espoirs puisque SK échouera à la 4e place du tournoi. C'est le dernier tournoi que Potti jouera pour SK et il devient alors inactif. Puis fin 2004 gros coup de théâtre, la section Counter-Strike du SK Gaming décide de ne pas renouveler son contrat avec la powerhouse et HeatoN épaulé par Potti décide, avec l'aide de ses coéquipiers SK, de reformer la mythique équipe des Ninjas in Pyjamas.

## Baroud d'honneur
Potti devient alors plus au moins le manager des NiP, et 6e joueur de l'équipe ce qui le cantonne à un rôle de remplaçant, mais en mai 2005 les résultats tant attendus des nouveaux NiP se révélant décevants, HeatoN décide de réintégrer Potti dans le Line-Up actif tout en changeant profondément celui-ci. Épaulés par le duo légendaire et aidés par trois jeunes nouveaux talents les NiP vont rapidement remonter la pente, s'imposant en fin d'année comme une des meilleures équipes mondiales et une des plus régulières. Alors âgé de plus de 25 ans, Potti annonce début 2006 son retrait de la scène, bien que ses nombreux fans attendent un hypothétique retour.

## Carrière
- 2000-2002 : Ninjas in Pyjamas (NiP) (fondateur)
- 2002-2004 : SK Gaming (SK)
- 2005-2006 : Ninjas in Pyjamas (NiP)

Palmarès
- 2e Swedish Clanbaseladder (OF) 1999 (en ligne)
- 1er Swedish Clanbaseladder (NiP) 2000 (n ligne)
- 1er International clanbaseladder 2000 (en ligne)
- 1er PC Gamer Cup 2000
- 1er CS League 2000
- 4e CPL Cologne 2000
- 1er CPL Dallas Babbage's CPL 2000 (USA)
- 1er The Gathering Norway 2000
- 1er Swedish Clanbaseladder 2000 (Online)
- 1er Dotcom Swedish lan 2000
- 2e CPL Holland (allstars) 2001
- 1er Remedy Stockholm (NiP) 2001
- 1er CPL London 2001
- 1er CPL Berlin 2001
- 1er CPL World Championship Scandinavian qualifié au Ice Cafe à Stockholm 2001
- 1er CPL World Championship Dallas 2001
- 1er Birdie lan in Uppsala Sweden 2002
- 1er Dreamhack (NiP) 2002
- 1er CPL Pentium4 Summer 2002 (Dallas) (SK)
- 1er CB Nations cup 2001
- 1er CB Nations cup 2002
- 1er Friendly tournament in Leipzig Germany 2002
- 3e Mindtreck CPL qualifié (Finlande) 2002
- 3e CPL Winter Championship Dallas 2002
- 1er Norrhack lan 2003
- 1er CPL Cannes (France) 2003
- 3e Clickarena (France) 2003
- 2e ESWC qualifier (Suède) 2003
- 1er SEL finals season 3 2003
- 3e ESWC France 2003
- 1er CPL Summer 2003 (Dallas)
- 1er SEL finals season 4 2003
- 1er WCG pré-qualifié Suède 2003
- 1er WCG qualifier finals Suède 2003
- 1er WCG Grand final Corée (Seoul) 2003
- 1er CXG qualifier 2003
- 1er CPL Copenhague 2003
- 1er CPL Dallas Winter 2003
- 1er WCG pré-qualifié Suède 2004
- 1er WCG qualifié en finale Suisse 2004
- 1er ESWC qualifié en finale Suisse2004
- 2e CPL Dallas Summer Championship 2004
- 4e WCG 2004
- 1er ESWC Suisse qualifié 2005 / CPL Dreamhack (NiP)
- 12e ESWC France 2005
- 1er GameGune International Championship 2005
- 2e CPL Shefield UK World Tour 2005
- 3e WEG 3 European qualifer 2005
- 4e WEG 3 Korea 2005
- 4e CPL Dallas Winter Championship 2005
- 1er CPL Buenos Aires World Tour 2005

- - Meilleur joueur Counter-Strike 2004 (game convention)
- - Meilleur joueur Counter-Strike 2003 (gotfrag)
- - 2e meilleur joueur de tous les temps tous jeux confondus (classement ESA en 2004)

## Sources
- (en) Histoire des NiP
- (fr) Retrait et résumé de la carrière de Potti
- (en) Interview de Potti
- (en) Profil de Potti détaillant une partie de son palmares